# Linognathus taeniotrichus
Linognathus taeniotrichus är en insektsart som beskrevs av Werneck 1937. Linognathus taeniotrichus ingår i släktet Linognathus och familjen nötlöss. Inga underarter finns listade i Catalogue of Life.